# Francis Golffing
Francis Golffing (geboren 10. November 1910 in Wien, Österreich-Ungarn; gestorben 9. Januar 2012 in Waldoboro) war ein austroamerikanischer Schriftsteller.

## Leben
Franz Karl Golffing war ein Sohn des Ingenieurs und Unternehmers Heinrich Golffing und der Theresa Mayer, sein Vater fiel 1916 im Ersten Weltkrieg als österreichischer Soldat. Golffing besuchte in Wien die Evangelische Volksschule und die Theresianische Akademie und machte das Abitur am Akademischen Gymnasium. Er studierte ab 1929 Philosophie, Kunstgeschichte und Literatur in Berlin, Göttingen, Heidelberg und Freiburg im Breisgau und wurde 1934 mit einer Dissertation über Friedrich Rückert an der Universität Basel bei Franz Zinkernagel und Eduard Hoffmann-Krayer promoviert. Er arbeitete als Journalist und Rundfunkkommentator in Wien. 1938 erschien ein erster Band Gedichte in Wien.
Nach dem Anschluss Österreichs im Februar 1938 wurde seine Familie rassistisch verfolgt. Golffing gelang 1939 die Flucht nach England. 1940 zog er weiter in die USA, wo er eine Stelle als Tutor an der Stanford University erhielt. Dort traf er auf die Schriftstellerpaare Janet Lewis mit Yvor Winters sowie J. V. Cunningham mit Barbara Gibbs (1912–1993). Nach ihrer Scheidung heirateten Gibbs und Golffing 1941.
Er arbeitete nun als Sprachlehrer für Französisch, Latein und Griechisch an der Utah State University. Mit seiner Frau bestritt er eine Kultursendung im örtlichen Radiosender von Logan.
Golffing wurde Soldat im Zweiten Weltkrieg und diente in der US-Army als Übersetzer für Französisch. Nach Kriegsende lehrte er ab 1948 die nächsten 20 Jahre Französisch, Englisch, Philosophie und Sprachwissenschaft am Bennington College. Zu seinen Studenten gehörten Stanley Edgar Hyman, Howard Nemerov, Bernard Malamud, Claude Fredericks, Ben Belitt, Anne Waldman und Kenneth Burke, 1952 belegte der Illustrator Norman Rockwell einen Kurs im Kreativen Schreiben bei ihm. Er wurde als Lecturer nach Berlin und nach Heidelberg eingeladen.
1968 wechselte er an das Franklin Pierce College in Rindge (New Hampshire). In seinem Ruhestand lebte er in Waldoboro, Maine.
Golffing veröffentlichte mehrere Gedichtbände und schrieb für literarische Zeitschriften. Er übersetzte aus dem Deutschen ins Englische 1947 Wassili Kandinskys Über das Geistige in der Kunst und 1956 von Friedrich Nietzsche Die Geburt der Tragödie aus dem Geiste der Musik sowie Zur Genealogie der Moral. Von Elsa Triolet übersetzte er 1947 das Buch Le premier accroc coûte 200 francs, mit dem sie 1945 den Prix Goncourt gewonnen hatte.

## Schriften (Auswahl)

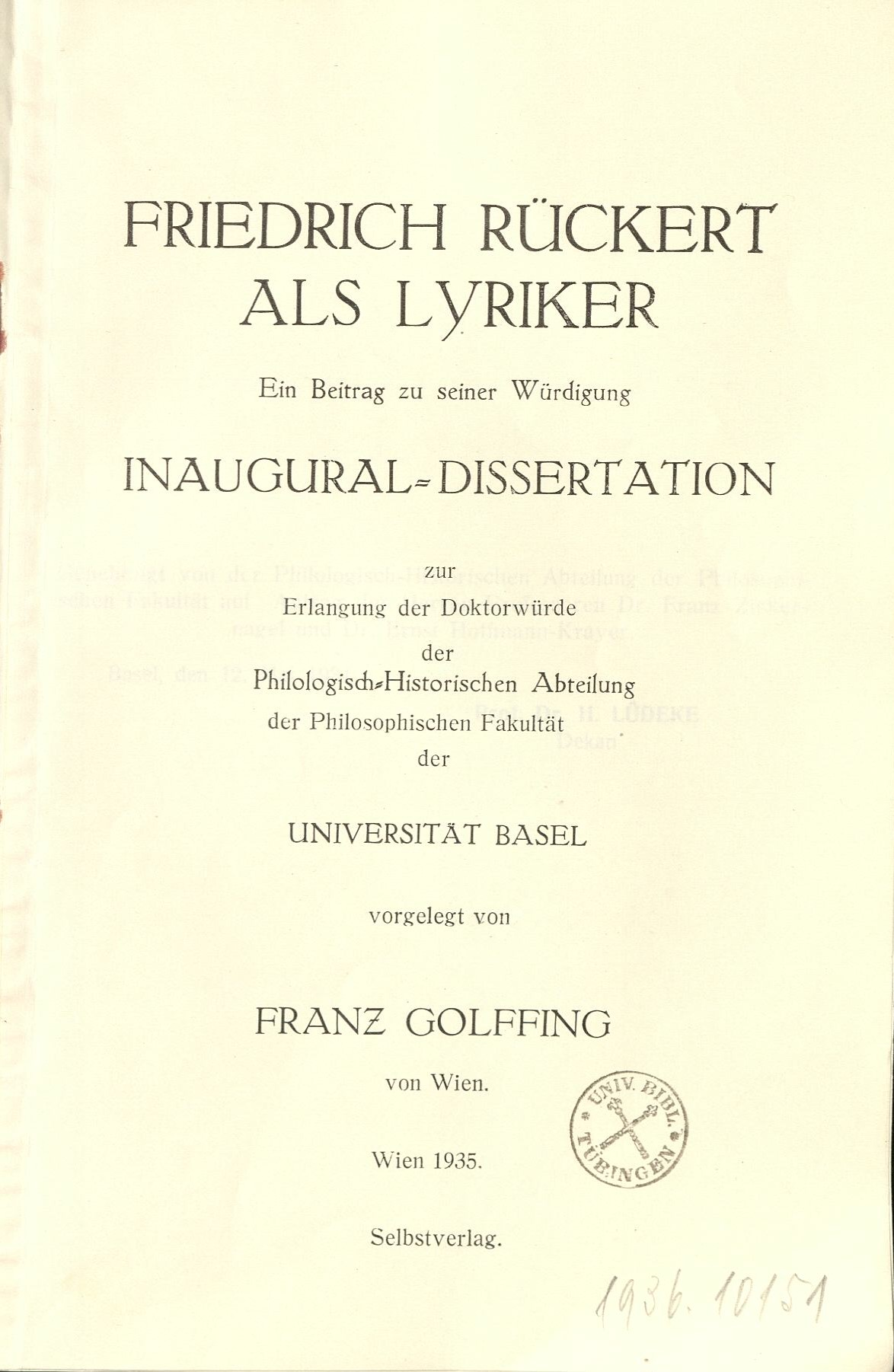
Dissertation (1935)

- Friedrich Rückert als Lyriker: ein Beitrag zu seiner Würdigung. Wien: Saturn, 1935
- Francis Golffing; Barbara Gibbs: Possibility: An Essay in Utopian Vision. Amherst: Green Knight Press, 1963

Lyrik
- Gedichte. Wien: Saturn Verlag, 1938
- Poems, 1943–1949. Cummington: Cummington Press, 1949
- American Letters. Villiers Publications, 1957
- Selected Poems. New York: Macmillan, 1961
- Aphorisms. Amherst: Green Knight Press, 1967
- To a Fair Detective and other poems. Amherst: Green Knight Press, 1972
- Collected Poems. 1980
- Neobule’s Soliloquy: After Horace, Odes III, 12. Francestown, NH: R. T. Risk, 1983
- New Poems. Francestown, NH: R. T. Risk, 1984

Gedichtausgaben in Privatdrucken
Übersetzungen
- Elsa Triolet: A fine of two hundred francs. London : Hutchinson, 1947
- Wassili Kandinsky: Concerning the spiritual in art : and painting in particular 1912. New York : Wittenborn, Schultz, 1947
- Friedrich Nietzsche: The Birth of Tragedy & the Genealogy of Morals. Anchor Books, 1956